# 柯氏淵杜父魚
柯氏淵杜父魚（学名：Abyssocottus korotneffi）為輻鰭魚綱鮋形目杜父魚亞目淵杜父魚科的其中一種，為淡水魚類，分布於俄羅斯貝加爾湖流域，棲息深度120-1000公尺，體長可達12.6公分，棲息在底層水域，生活習性不明。